# Групова психотерапия
Използването на групи в психотерапията се появява след Първата световна война. В началото на 20 век лекарят Джоузеф Прат събира групи болни от туберкулоза, за да ги обучава и окуражава. На него му прави впечатление, че когато болните са заедно те се възстановяват по-бързо поради взаимното влияние един на друг. По-късно психиатри-новатори, навлезли в британската армия, експериментират с групи войници с характерни елементи на шок, получен на бойното поле, или с невроза от войната. Този експерименти довеждат до неочаквани резултати. По този начин се заражда груповата анализа.

## Терапевтични феномени, характерни за групите
- Сплотеност – Чувство за принадлежност към групата и за приемането на личността в нея. Сигурността, която се гарантира от сплотеността, е основна за процеса на развитието на любопитството и саморазкриването.

- Взаимодействие – Независимо колко силно се противопоставят, в крайна сметка рано или късно членовете на групата започват да се държат в нея по същия начин, по който се държат и в другите сфери на своя живот.

- Универсалност – Членовете на групата откриват, че другите приличат на тях в немалка степен на самите тях както по отношение на чувствата, така и по отношение на действията.

- Надежда – Членовете на групата взаимно се окуражават.

- Алтруизъм

- Съветване – Било чрез пример или директно, членовете на групата взаимно си предлагат случаи, които да се обсъдят или на които да се отговори от гледна точка на взаимността.

- Междуличностно учене – В група, в която индивидите взаимно се изследват, всеки път, когато човек експериментира с определена идея или разкрива дадена трудност, всички останали имат шанса да се поучат от нея.

- Себеразкриване – Прието е, че себеразкриването дава положителни резултати. Плачът или ядът например са доста драматични. Те показват, че нещо „се случва“.

Преди започването на каквато и да е групова работа, водещия (психолог-консултант) започва с подканянето да се въведе норма на групата. Тоест система от правила за отнасяне един към друг. Изисква се честност, изслушване един на друг, непрекъсване и други.